# Gustav Reiner
Gustav Reiner (13 juni 1953 - Bietigheim-Bissingen, 24 november 2007) was een Duits motorcoureur. 

## Carrière
Gustav Reiner was aanvankelijk werkzaam als betonvlechter in de bouw, maar ging zich steeds meer toeleggen op de motorsport. Hij begon met betrouwbaarheidsritten met een BMW.
Zijn bijnaam werd 'Kamikaze Gustl' vanwege zijn roekeloze rijstijl en talrijke valpartijen. Met die bijnaam was hij niet ontevreden omdat hij extra publiciteit opleverde. Hij had op zijn helm dan ook 'Banzai' gezet, de uitroep van de Japanse Kamikazepiloten. Bij de Duitse motorsportkampioenschappen tot 500 cc bleek Reiner succesvol. Hij won deze wedstrijden in 1979, 1986 en 1987.
In het seizoen 1979 debuteerde hij in het wereldkampioenschap wegrace met een 20e plaats in de Grand Prix van Oostenrijk. Hij werd in dat jaar vierde in de Grand Prix van België, geholpen door een vrij algemene boycot van de topcoureurs.
Het seizoen 1981 verliep nogal rommelig. Gustav Reiner was de teamgenoot van regerend wereldkampioen Jon Ekerold in het 350cc-team van Günther Seufert (Solitude). Ekerold won de GP van Argentinië, maar Reiner viel op de Salzburgring over een voor hem gevallen achterblijver en raakte flink geblesseerd, waardoor hij een groot deel van het seizoen zou missen. Op Paul Ricard probeerde hij weer te rijden, maar in de training vloog hij met ruim 200 km/uur in de vangrail. Tijdens de TT van Assen leende Richard Schlachter Reiners Solo (in feite een Bimota-Yamaha TZ 350), maar na zijn race werd de machine in beslag genomen door een deurwaarder omdat Reiner nog een schuld had bij een reisbureau voor de reiskosten naar Argentinië. Tijdens de Grand Prix van Tsjecho-Slowakije was Ekerold geblesseerd en kon Gustav Reiner met een van Ekerolds machines derde worden in de 350cc-race. Het was zijn enige podiumplaats in het wereldkampioenschap.
Het seizoen 1982 begon hij als beste Duitser met een zesde plaats in de GP van Argentinië. In de GP des Nations finishte hij spectaculair door via het gras te rijden (wat hem de zesde plaats kostte) en na de finish alsnog te vallen. In de training van de GP van Joegoslavië viel hij weer hard. Hij grapte daarover: "Het verstand zal wel met de jaren komen, maar ik zeg niet hoeveel jaar." Hij sloot het seizoen af met de tiende plaats in de 350cc-klasse.
Het seizoen 1983 mislukte. Reiner reed alleen in de 500cc-klasse, maar finishte geen enkele keer in de punten. Na de GP van Joegoslavië kwam hij zelfs niet meer aan de start van een WK-race. Na het seizoen, tijdens een kampioensrace in september op de AVUS, liep hij een schedelbasisfractuur op.
In het seizoen 1984 had Gustav Reiner de beschikking over een Honda RS 500-driecilinderproductieracer. Als hij de finish haalde, scoorde hij er punten mee, maar er waren weer veel valpartijen met grote gevolgen. Tijdens de training van de GP van Oostenrijk liep hij een hersenschudding op en in de GP van Duitsland brak hij vervolgens een heup. Hij scoorde punten in Assen en Spa-Francorchamps, maar brak bij een Duitse kampioenschapsrace in Colmar-Berg een hiel. In de laatste twee GP's startte hij weer, maar hij kwam in beiden ten val. Hij sloot het seizoen af als zeventiende in de 500cc-klasse.
Ook in het seizoen 1985 lukte het Gustav niet om zonder botbreuken het jaar door te komen. Dit keer brak hij al in de training van de tweede Grand Prix een sleutelbeen, waardoor hij drie GP's moest overslaan. Hij had zijn Honda van een Nico Bakker-frame voorzien en was daarmee de beste privérijder in de Grand Prix van Joegoslavië en de Grand Prix van San Marino. Hij sloot het seizoen als veertiende af.
Het seizoen 1986 begon met een val in de training van een Duitse kampioensrace, die Gustav toch nog wist te winnen. Pas na de race werd een gebroken enkel geconstateerd, waardoor hij de GP des Nations moest missen. Bij een val in de training van de GP van Joegoslavië blesseerde hij een elleboog, waardoor hij ook de GP van België moest overslaan. In de training van de Franse Grand Prix liep hij een scheur in een bovenbeen op, waardoor zijn seizoen ten einde was. Hij sloot het af als veertiende.
In het seizoen 1987 was hij steeds een van de beste privérijders als hij de finish haalde, maar dat gebeurde slechts drie keer. Na de dure reis naar de GP van Japan moest hij daar door een beslagen helmvizier opgeven. In de training van de TT van Assen blesseerde hij een heup. Hij reisde niet af naar Zuid-Amerika voor de laatste twee GP's, waarschijnlijk omdat de reiskosten zo hoog waren. Hij sloot het seizoen af als negentiende.
Ook het seizoen 1988 mislukte volledig. Gustav Reiner ging vanwege de kosten niet naar Japan en de Verenigde Staten. In de Spaanse Grand Prix ging zijn versnellingsbak stuk. In de training van de GP van Portugal brak hij weer een sleutelbeen, waardoor hij tot aan de TT van Assen rust moest houden. In Assen blesseerde hij zich tijdens de training weer zo ernstig dat hij zijn seizoen moest beëindigen.
In oktober 1988 viel hij tijdens een race om het Duitse kampioenschap, waarbij hij zwaar hoofdletsel opliep. Halverwege 1989 maakte hij zijn rentree in nationale races, maar de resultaten bleven onder de maat. De Duitse motorsportbond riep hem op voor een nieuw neurologisch onderzoek, maar dat weigerde Gustav Reiner. Daarop trok de bond zijn startlicentie in en in juni 1989 maakte hij het einde van zijn racecarrière bekend.

## Overlijden
Reiner had al geruime tijd lichamelijke klachten en overleed op 24 november 2007 in zijn woonplaats Bietigheim aan hartfalen.

## Wereldkampioenschap wegrace resultaten
|                           | 1e | 2e | 3e | 4e | 5e | 6e | 7e | 8e | 9e | 10e | 11e | 12e | 13e | 14e | 15e |
| Puntentelling t/m 1987:   | 15 | 12 | 10 | 8  | 6  | 5  | 4  | 3  | 2  | 1   |     |     |     |     |     |
| Puntentelling vanaf 1988: | 20 | 17 | 15 | 13 | 11 | 10 | 9  | 8  | 7  | 6   | 5   | 4   | 3   | 2   | 1   |

| Jaar | Klasse | Team     | Motorfiets               | 1       | 2       | 3       | 4       | 5       | 6       | 7       | 8       | 9       | 10      | 11      | 12      | 13      | 14      | 15    | Punten | Plaats | Overwinningen |
| ---- | ------ | -------- | ------------------------ | ------- | ------- | ------- | ------- | ------- | ------- | ------- | ------- | ------- | ------- | ------- | ------- | ------- | ------- | ----- | ------ | ------ | ------------- |
| 1979 | 500 cc | Privé    | Suzuki                   | VEN -   | OOS 20  | DUI DNF | NAT -   | SPA DNF | JOE -   | NED DNQ | BEL 4   | ZWE DNF | FIN DNF | GBR -   |         | FRA DNF |         |       | 8      | 21e    | 0             |
| 1979 | 350 cc | Privé    | Yamaha                   | VEN -   | OOS -   | DUI DNF | NAT -   | SPA -   | JOE -   | NED -   |         |         | FIN -   | GBR -   | TSL -   | FRA DNF |         |       | 0      | -      | 0             |
| 1980 | 500 cc | Privé    | Suzuki                   | NAT DNQ | SPA -   | FRA -   |         | NED DNQ | BEL DNF | FIN -   | GBR 22  |         | DUI 10  |         |         |         |         |       | 1      | 23e    | 0             |
| 1980 | 350 cc | Privé    | Yamaha                   | NAT -   |         | FRA -   |         | NED -   |         |         | GBR DNQ | TSL DNF | DUI 17  |         |         |         |         |       | 0      | -      | 0             |
| 1981 | 500 cc | Solitude | Solo                     |         | OOS -   | DUI -   | NAT DNF | FRA -   |         | JOE -   | NED -   | BEL -   | SMR -   | GBR -   | FIN -   | ZWE -   |         |       | 0      | -      | 0             |
| 1981 | 350 cc | Solitude | Solo                     | ARG DNF | OOS -   | DUI -   | NAT DNF |         |         | JOE -   | NED -   |         |         | GBR -   |         |         | TSL 3   |       | 10     | 13e    | 0             |
| 1982 | 500 cc | Privé    | Suzuki                   | ARG -   | OOS DNF | FRA -   | SPA -   | NAT -   | NED -   | BEL -   | JOE DNS | GBR -   | ZWE -   |         |         | SMR -   | DUI -   |       | 0      | -      | 0             |
| 1982 | 350 cc | Privé    | Bimota-Yamaha            | ARG 6   | OOS DNF | FRA -   |         | NAT 7   |         |         |         |         |         |         |         |         |         |       | 19     | 10e    | 0             |
| 1982 | 350 cc | Solitude | Bimota-Solo              |         |         |         |         |         | NED 6   |         |         | GBR 13  |         | FIN DNF | TSL 6   |         | DUI -   |       | 19     | 10e    | 0             |
| 1983 | 500 cc | Privé    | Suzuki                   | ZAF DNF | FRA DNF | NAT 13  | DUI 16  | SPA 14  | OOS DNF | JOE 17  | NED -   | BEL -   | GBR -   | ZWE -   | SMR -   |         |         |       | 0      | -      | 0             |
| 1984 | 500 cc | Privé    | Honda                    | ZAF DNF | NAT 13  | SPA 6   | OOS DNS | DUI DNF | FRA DNS | JOE DNS | NED 7   | BEL 10  | GBR DNS | ZWE DNF | SMR DNF |         |         |       | 10     | 17e    | 0             |
| 1985 | 500 cc | Privé    | Bakker-Honda             | ZAF 14  | SPA DNS | DUI DNS | NAT DNS | OOS 12  | JOE 9   | NED DNF | BEL 10  | FRA 8   | GBR DNF | ZWE DNF | SMR 7   |         |         |       | 10     | 14e    | 0             |
| 1986 | 500 cc | Privé    | Bakker-Honda Deutschland | SPA DNF | NAT DNS | DUI 9   | OOS 8   | JOE DNS | NED DNF | BEL DNS | FRA DNS | GBR DNS | ZWE DNS | SMR DNS |         |         |         |       | 5      | 14e    | 0             |
| 1987 | 500 cc | Privé    | Hein Gericke-Honda       | JAP DNF | SPA DNF | DUI 9   | NAT DNF | OOS DNF | JOE DNF | NED DNQ | FRA DNF | GBR DNF | ZWE -   | TSL -   | SMR 9   | POR 10  | BRA -   | ARG - | 5      | 19e    | 0             |
| 1988 | 500 cc | Privé    | Hein Gericke-Honda       | JAP -   | VST -   | SPA DNF | POR DNS | NAT DNS | DUI DNS | OOS 11  | NED DNS | BEL DNS | JOE DNS | FRA DNS | GBR DNS | ZWE DNS | TSL DNS | BRA - | 5      | 26e    | 0             |

## Trivia

### Shag en bier
Ondanks zijn vele kwetsuren stond Gustav Reiner bekend als een goedlachse persoon, die van gezelligheid hield. Hij rookte het liefste shag en dronk bier met zijn vrienden. In het rennerskwartier waren dat Boet van Dulmen en Barry Sheene. 

### Fabrieksracer
Voor de Duitse Grand Prix van 1980 was hem door het team van Kenny Roberts en manager Kel Carruthers een Yamaha TZ 500-fabrieksracer beloofd. Dat ging uiteindelijk niet door. Gustav zei daarover: "Als ik die machine gekregen had, had ik gewonnen of was ik dood geweest, maar de kans om onsterfelijk te worden had ik mij liet laten afnemen." Of hij die race werkelijk gewonnen had? Kenny Roberts werd slechts vierde en zijn teamgenoot Johnny Cecotto werd zevende. 